# Dufauxia guaicurana
Dufauxia guaicurana är en skalbaggsart som beskrevs av Lane 1955. Dufauxia guaicurana ingår i släktet Dufauxia och familjen långhorningar. Inga underarter finns listade i Catalogue of Life.